# De Griezelbus
De Griezelbus is een serie kinderboeken van Paul van Loon.
De boeken gaan over de mysterieuze schrijver P. Onnoval (een anagram van P. van Loon), zijn vreemde verhalenbundel De Griezelbus, en zijn autobus die dezelfde naam draagt. Onnoval gebruikt zijn eigen verhalen zonder dat iemand het weet om kinderen in zijn macht te krijgen. Keer op keer dreigen kinderen door zijn bus en verhalen in de val te lopen en moeten ze al hun moed en verstand gebruiken om Onnoval te verslaan.
De boeken hebben vaak een toevallige link naar elkaar: hoofdpersonen blijken familie of schoolmeester en leerling. Elk boek bevat een aantal griezelverhalen verteld door Onnoval, omgeven door een raamvertelling. De raamvertelling is het hoofdverhaal van het boek, en draait om P. Onnoval zelf en diens plannen. De andere verhalen in het boek zijn korte, op zichzelf staande verhalen, die zogenaamd door P. Onnoval geschreven zijn en door hem worden voorgelezen aan zijn toekomstige slachtoffers.
De boeken zijn speciaal opgedragen aan Hadjidja en Manisha, Van Loons vrouw en dochter. Elk boek bevat een nawoord. Met uitzondering van het eerste boek is bij elk nawoord een tekening van een vampier afgedrukt, gemaakt door Manisha.

## Belangrijkste personages
Paul OnnovalIn de eerste vijf boeken is hij een volwassen man, in de delen 6, 7 en 0 komt ook zijn jeugd aan bod. Als kind woonde Onnoval bij zijn pleegouders Holbroek en zijn vrouw. Ze sloegen hem erg vaak en trapten hem in een donkere kelder met oud brood als voedsel. Toen Onnoval een weerwolf werd, nadat hij bij de verlaten spoorlijn gebeten werd door de Wolfman, nam hij wraak door hen beiden te vermoorden. Daarna zwierf hij jarenlang rond met de Reizigers, een groep mede-weerwolven, alvorens schrijver te worden.
In het eerste boek reizen Onnoval en Beentjes rond met de Griezelbus, zogenaamd ter promotie van Onnovals boek. In werkelijkheid wil Onnoval echter als weerwolf iedereen in de bus verslinden. Hij sterft echter doordat een van de schoolkinderen een zilveren kogel bij zich heeft. In het tweede boek komt Onnoval terug als vampier, maar wordt ook nu verslagen. In de delen 3, 4 en 5 is hij een geest, die vanuit een andere dimensie genaamd de Andere Werkelijkheid (AW) zijn plannen voortzet. In deel vijf blijkt hij zich tevens door de computerwereld te kunnen verplaatsen. Deel 6 en 7 spelen zich af tijdens Onnovals jeugd.
BeentjesEen levend skelet dat als chauffeur van de Griezelbus dient. Beentjes wordt afgebeeld op de kaft van De Griezelbus 1 en 5. 
Beentjes is zwijgzaam (in deel 1 en 2 spreekt hij helemaal niet), maar ook erg humoristisch. Regelmatig zingt of neuriet hij tijdens de enge ritten in de bus die hij maakt. Beentjes houdt er blijkbaar van om flink gas te geven. P. Onnoval is Beentjes' baas. Beentjes draagt een chauffeurspet en heeft een 'krakende stem'.
Beentjes' oorsprong wordt onthuld in De Griezelbus 0. Hij was vroeger Jack, een vriend van Onnoval. Jack werd echter door Onnoval gedood toen die in een weerwolf veranderde. Jacks geraamte bleef jarenlang in de kelder van Onnovals huis, totdat Onnoval een chauffeur nodig had voor zijn bus. Hij gaf die taak aan Jack. Hij hernoemde Jack toen Beentjes omdat hij dit beter vond passen bij een geraamte.
FerluciEen mysterieuze man die voor het eerst verschijnt in deel 0. Zijn naam is een anagram van Lucifer, en in de boeken wordt sterk gesuggereerd dat hij daadwerkelijk de duivel is. Hij blijkt het ware meesterbrein te zijn achter al Onnovals plannen. Hij was het die Onnoval opscheepte met zijn gewelddadige pleegouders, hem tot weerwolf maakte en uiteindelijk hielp om de Griezelbus te bouwen. Zijn doel is dat Onnoval met zijn verhalen zieltjes van kinderen voor hem vangt. Ferluci speelt onder andere in boek 5 een actieve rol. Vanaf dit boek neemt hij geleidelijk aan de rol van de booswicht over van Onnoval.

## Boeken
De boeken van de Griezelbus worden uitgegeven door Uitgeverij Leopold.

#### De Griezelbus 1
In 1991 verscheen het eerste boek uit de serie, toen nog met de titel De Griezelbus. De 1 is pas bij een latere herdruk toegevoegd aan de titel omdat er toen inmiddels meer boeken waren uitgekomen. De illustrator van dit boek is Camila Fialkowski en de schrijver Paul van Loon.
Tijdens de Kinderboekenweek gaat groep 7 van basisschool De Tulp in op een uitnodiging van de schrijver Onnoval om een rit te maken in de Griezelbus, waarbij hij 10 verhalen uit zijn bundel zal voorlezen. De chauffeur wordt Beentjes genoemd. Zijn gezicht ziet eruit als een schedel, maar Onnoval legt uit dat het een carnavalsmasker is. De verhalen gaan over negen verschillende voorwerpen die zich in de bus zelf bevinden. Het laatste verhaal gaat over de schrijver zelf. Aan het eind van dit verhaal, waarin Onnoval vertelt over zijn jeugdvriend die op een nacht door een weerwolf is aangevallen, is het net middernacht. Dan blijkt de schrijver de weerwolf uit het verhaal te zijn, die de gehele klas wil verscheuren. Liselore, het onopvallendste meisje in de bus, schiet hem echter dood met een zilveren kogel. Beentjes is al die tijd onverstoorbaar doorgereden. Hij blijkt een echt, betoverd geraamte te zijn. De hele klas is gered, maar de schrik zit er wel in.

#### De Griezelbus 2
Veel fans hoopten op een vervolg. Paul Van Loon wilde wel, maar wist niet hoe, aangezien Onnoval gedood was. Toen ontdekte hij dat volgens sommige volksverhalen dode weerwolven in vampiers veranderen, en daarin zag hij een mogelijkheid. In 1994 verscheen dan ook het tweede deel.
Wanneer vier kinderen, Eddy C., André – de broer van Michiel uit het vorige boek – Hassan en Anke, op een autokerkhof rondstruinen en er net een onweer losbarst, komen ze het wrak van de Griezelbus tegen en besluiten hierin te schuilen. Dan wordt de bus door de bliksem getroffen, waarop plotseling de lichten en de radio aangaat. In het programma dat wordt uitgezonden worden de kinderen welkom geheten door een presentator genaamd P. Onnoval, die begint met het voorlezen van een aantal griezelverhalen in verband met het thema liefde. De kinderen kunnen de bus niet meer uit. Dan stapt er een vreemde chauffeur in, (Beentjes uit het vorige boek) die hun naar een onbekende bestemming begint te rijden. Onderweg stappen er allerlei vreemde figuren in; het zijn de personen uit de verhalen van het eerste deel.
De bus komt uiteindelijk aan op een kerkhof, alwaar Onnoval, die als vampier uit zijn graf is opgestaan, staat te wachten omdat hij bloed nodig heeft om zo weer tot leven te komen. Wanneer Onnoval op het punt staat de kinderen te bijten steekt Anke Onnovals boek in brand, waarop Onnoval zelf ook in vlammen opgaat. Zijn geesteskinderen verdwijnen samen met hem en de bus stort in. De vier kinderen zijn gered, maar André meent in de ogen van Eddy C. toch iets vreemds te zien.

#### De Griezelbus 3
Dit deel verscheen in 1997. Eddy C. blijkt toch deels door Onnoval te zijn gebeten en nog in zijn macht te zijn. Hij keert op de avond dat Onnoval als vampier is vernietigd terug naar het kerkhof, herstelt het vernietigde boek op een obscure manier en verdwijnt dan spoorloos.
Twee jaar later is groep acht onder leiding van meester Jacques	 een dagje uit in het Autotron. Vier kinderen, Lydia, Berry, Richard en Shakir, dwalen af van de groep en staan plotseling oog in oog met de Griezelbus. Ze worden er ontvangen door Eddy C., die zegt dat ze met nieuwe virtual-reality-apparaten een reis in de Andere Werkelijkheid (kortweg AW) kunnen maken, waar ze de verhalen van Onnoval, verteld door een computerbeeld van hem, kunnen beleven. De kinderen moeten een speciale helm opzetten om de verhalen in 3D te kunnen volgen. Dan blijkt dat Onnoval nu als geest in de Andere Werkelijkheid ingeprogrammeerd is, en van plan is de vier kinderen daarheen te halen en te doden, zodat hij zelf weer levend terug kan keren in de echte werkelijkheid. Dit doet hij door ze eerst zelf een rol te geven in een paar van zijn verhalen, waarna ze hun eigen wil volledig verliezen en in het door hem voorgeprogrammeerde verhaal precies doen wat hij wil. Dit lukt met drie van de vier kinderen, alleen Shakir is te bang om in een verhaal van Onnoval gestopt te worden. Hij is dan ook de enige die niet betoverd raakt. Als hij even later voor Onnoval staat, leest die hem iets voor uit een boek dat De Griezelbus 3 blijkt te zijn. De stukken tekst en paginanummers die Onnoval voorleest komen dan ook precies overeen met de passages die de lezer op dat moment voor zich heeft.
Als meester Jacques hen komt zoeken herkent hij zijn vroegere leerling Eddy C., maar wordt door Beentjes gevangengenomen. Jacques weet de vier andere kinderen uiteindelijk met brute kracht te redden en terug te halen. Wanneer de computers overbelast zijn en Onnoval zelfs niet meer als geest bevrijd kan worden uit de AW, is Onnoval zo woedend dat hij Eddy C. voorgoed mee de AW in sleurt.
Uiteindelijk moeten de meester en de vier kinderen liftend terug thuis zien te komen, omdat ze de schoolbus niet meer in willen. Intussen heeft meester Jacques stiekem het handgeschreven boek van Onnoval meegenomen.

#### De Griezelbus 4
Terwijl Van Loon in de jaren daarop werkte aan andere boeken liet de Griezelbus hem nog niet los. Hij verklaarde dat, als hij zijn verhalen als een soort film in zijn hoofd zag, hij voortdurend het beeld van meester Jacques als een soort stoorzender voorbij zag komen. In 1998 verscheen het vierde deel uit de cyclus dan ook.
Meester Jacques gaat tijdens de Kinderboekenweek steeds naar allerlei locaties met zijn leerlingen om daar griezelverhalen te vertellen, maar het is onduidelijk of hij die verhalen ook zelf schrijft. Hij noemt zichzelf geen onderwijzer meer, maar reisleider. Verder draagt hij vreemde kostuums, scheert zijn baard af en sleept met zijn been. Uiteindelijk verschijnt hij op de laatste dag zelfs met een kaal hoofd en een ring door zijn oor. Dan blijkt het niet meester Jacques maar Onnoval te zijn. Lange tijd nam hij via zijn boek en de AW bezit van Jacques totdat hij sterk genoeg was om even zelf in de werkelijkheid te verschijnen. Met behulp van Beentjes rijdt hij met de Griezelbus de AW binnen om de klas te ontvoeren. Drie kinderen zijn echter ontsnapt en proberen met de meester een oplossing te bedenken. Dan verschijnt Eddy C., die berouw toont en hun zegt het einde van het verhaal te veranderen. Wanneer dit gelukt is slaagt de klas erin te ontsnappen. Toch komt er weer een open einde: Jacques doet zijn computer weg, maar ontdekt dat het boek van Onnoval verdwenen is in de computer.

#### De Griezelbus 4 1\2
In 1999 verscheen een speciaal boek in de cyclus over Onnovals afkomst en jeugd met de titel De Griezelbus 0. Hierin wordt verteld hoe Onnoval in zijn jonge jaren weerwolf werd. Wraak is vooral het belangrijkste motief in dit verhaal. Het boek hanteert dezelfde raamvertellingmethode als de andere boeken. Het belangrijkste verschil is dat, in plaats van losse griezelverhalen, de lezer afzonderlijke herinneringen van Onnoval aan zijn jeugdjaren voorgeschoteld krijgt in willekeurige volgorde.
Op een lange avond in 1999 blikt Onnoval in zijn huis terug op vroeger. Dit kan hij via de AW. Wanneer er een zombie langskomt die beweert een interviewer te zijn, besluit hij hem maar allerlei herinneringen te vertellen. Zo wordt duidelijk hoe hij gebeten werd, als weerwolf wraak nam op zijn leraar, pleegouders en kwelgeesten, hoe hij per ongeluk zijn vriend doodde en met de Reizigers meeging, terugkeerde na vele jaren en met Ferluci, de Schaduwman, een akkoord sloot: deze zou zijn boek uitgeven, en gaf hem zijn speciale boek cadeau. Ook legde Ferluci het idee voor de Griezelbus aan hem voor, wat Onnoval dankbaar aannam. Nadat Onnoval het skelet van zijn vriend Jack omdoopt tot Beentjes en hem tot chauffeur heeft aangesteld, blijkt dat de zombie Onnovals oude docent is die nu weer opnieuw wraak wil nemen. Maar om 01:00 uur verschijnt Ferluci, die de zombie en zijn soortgenoten vernietigt. In de AW wordt de laatste hand gelegd aan de Griezelbus. Onnoval is klaar om te beginnen.

#### De Griezelbus 5
Dit boek is in 2002 uitgekomen. Ferluci is Onnovals mislukkingen na meer dan tien jaar beu, en eist dat Onnoval hem binnen korte tijd zes zieltjes aflevert. Onnoval weet via internet als een soort wormvirus in te breken in een chatgroepje en neemt de zielen van de chatters mee in de AW. Een van hen blijkt een schooljuf te zijn genaamd Liselore: niemand minder dan het meisje dat Onnoval elf jaar geleden had neergeschoten. Onnoval beseft plotseling dat de kogel in zijn hart sterker is dan het bloedcontract met Ferluci en hij wordt zelfs verliefd op Liselore. Met de zes zieltjes en Beentjes vormt hij een kring van liefde om Ferluci te verslaan en eist dat alles wordt uitgewist, dat hij weer herleven kan in de werkelijkheid alsof hij er altijd al was. Ferluci willigt al zijn eisen in, maar niet zoals Onnoval hoopte. Onnoval keert terug als de jongen die hij was voor hij een weerwolf werd. Hij ziet maar één oplossing: het boek herschrijven. Daarom begint hij aan de eerste regels uit De Griezelbus 1.

#### De Griezelbus 6
Dit boek verscheen in 2005. Het is, ondanks het getal 6 in de titel, geen voortzetting van het vorige deel, maar een in boekvorm gegoten versie van het verhaal in de film die intussen was verschenen.
De 11-jarige Onnoval is een buitenbeentje op school. Hij wordt gepest door Gino omdat hij verkering heeft met Liselore, wat zeer tegen de zin van Gino is. Op een avond schrijft Onnoval een griezelverhaal over een afschuwelijk schoolreisje. Wanneer het verhaal in handen van Ferluci komt, die het verhaal werkelijkheid maakt, krijgt Onnoval spijt en wil hij het verhaal terug.

#### De Griezelbus 7
Dit boek verscheen in 2008 en is tot nu toe het laatste in de serie. Het was bedoeld als vervolg op deel 6, en daarmee was het feitelijk een vervolg op de film.
Als Onnoval op een vollemaannacht gewond raakt, wordt hij ontvoerd door de Griezelbus. Hij komt in een woonwagenkamp terecht waar vreemde figuren rondlopen. Zij noemen zichzelf de Reizigers. Hij wordt naar kasteel Bran gebracht en hem wordt verteld dat hij wordt ontzield. In zijn koortsdromen ziet hij gezichten die hem vaag bekend voorkomen: een meisje met zwart haar, kinderen met doorlopende wenkbrauwen, en Ferluci, die zegt dat hij Onnovals ziel komt halen.

## Bewerkingen
In 2001 produceerde Stichting Beeldenstorm de musical De Griezelbus (bewerking van Dick van den Heuvel, muziek van Fons Merkies, regie en liedteksten van Koen van Dijk) waarin Jeroen Phaff de geheimzinnige Ferluci speelde. Hij kreeg voor die rol een Musical Award. De succesvolle tournee kwam in het nieuws omdat verontruste christelijke groeperingen bidstonden hielden in verband met vermeende occulte elementen in de musical.
In 2005 verscheen er een verfilming, De Griezelbus, waaraan nog enige discussie voorafging.
Er bestaan ook twee cd-roms van De Griezelbus, met interactieve spellen gebaseerd op de delen 1 en 2.

## Trivia
- In het boek worden vaak de namen van bekende griezelschrijvers, onder wie de auteur zelf, in anagram-vorm gebruikt voor personages in de boeken. Voorbeelden zijn E.D. Tinbert (Eddy C. Bertin), Nol van Lapou (Paul van Loon) en Tais Teng.
- Personages en monsters uit de vertellingen keren vaak meermaals terug in opvolgende delen van De Griezelbus. In sommige gevallen verschijnen deze zelfs buiten het Griezelbus-universum.
- Illustrator Camila Fialkowski tekende tot 2005 alle Griezelbus-boeken van Paul van Loon.